# Commodores
The Commodores je americká funk/soul kapela, která slavila úspěch v sedmdesátých a osmdesátých letech minulého století. Členové kapely se potkali jako nováčci Tuskegee University v roce 1968 a později v roce 1972 podepsali smlouvu s Motown Records. Na veřejnosti poprvé vystoupili jako předskokani kapely The Jackson 5. Celosvětově tato kapela prodala víc než 75 milion výlisků.
Mezi jejich hity patří např. balada "Easy" či "Three Times a Lady", funky dance-floory jako "Brick House", "Say Yeah" či "Fancy Dancer" ale i "Too Hot Ta Trot".
Původní název kapely byl "The Jays", ale již existovali O'Jays a tak si vybrali nové jméno podle nahodilé volby ve slovníku.

## Diskografie
- "Machine Gun" (1974)
- "Caught in the Act" (1975)
- "Movin' On" (1975)
- "Hot On The Tracks" (1976)
- "Commodores" (1977)
- "The Commodores Live!" (1977)
- "Natural High" (1978)
- "Midnight Magic" (1979)
- "Heroes" (1980)
- "In The Pocket" (1981)
- "Commodores" 13 (1983)
- "Nightshift" (1985)
- "United" (1986)
- "Rock Solid (1988)